# Peter Joseph Lenné
Peter Joseph Lenné (1789 - 1866) est un paysagiste prussien, créateur de parcs à l'origine du romantisme paysager allemand. Issu d'une famille de jardiniers de châteaux, il étudia à Paris, puis obtint, en 1816, un poste dans l'administration royale prussienne, il rencontra Karl Friedrich Schinkel en travaillant au château de Glienicke. Les deux hommes s'efforcèrent de créer, à Berlin et à Potsdam, un vaste ensemble paysager fait d'équilibre et d'harmonie.

## Biographie

### Formation et jeunesse
Peter Joseph Lenné naît à Bonn dans la famille d'un jardinier à la cour du château de Bonn. Son père, Peter Joseph l'Aîné, a en plus la charge de jardinier au Château d'Augustusburg à la cour de Brühl et donne des cours de botanique à l'université de Bonn. Il descend d'une famille de jardiniers liégeois, dénommée Le Neu, installée en Rhénanie en 1695, à Poppelsdorf. C'est l'arrière-grand-père de Peter-Joseph, Maximilian Heinrich, qui déforme son nom en Lenné vers 1699.
Il apprend le métier auprès d'un oncle maternel à Brühl, Joseph Clemens Weyle, de 1805 à 1808. Son père l'envoie ensuite en Allemagne méridionale et en 1811-1812 à Paris, où il poursuit son apprentissage au Jardin des plantes auprès d'André Thouin, membre de l'Académie des sciences. Lenné devint vite un élève brillant, connaisseur des plantes exotiques, des essences rares et des espèces communes. S'il s'inspire plus tard pour l'architecture des parcs des travaux de Friedrich Ludwig von Sckell (1750-1823) et du prince Hermann von Pückler-Muskau (1785-1871), son maître dans l'architecture du jardin romantique est pour l'heure Gabriel Thouin, frère puîné d'André, fameux dans l'Europe de l'époque. Celui-ci publie en 1820 Les Plans raisonnés de toutes les espèces de jardins qui fait grand bruit et dont Lenné s'inspire par la suite pour le parc de Laxenburg, près de Vienne. Un autre de ses maîtres est Jean-Nicolas-Louis Durand, fameux pour son Précis des leçons d'architecture données à l'École polytechnique et qui est partisan d'un fonctionnalisme raisonné et harmonieux pour la construction des villes.
Le jeune Lenné retourne ensuite en Allemagne à Coblence, où sa famille s'était installée dans le cours des guerres napoléoniennes. Le préfet du département de Rhin-et-Moselle, dont Coblence est la préfecture avait appelé le père de Lenné au poste de directeur des jardins. Peter Joseph Lenné poursuit sa formation en se rendant ensuite en Suisse, à Aschaffenbourg en Bavière, et à Munich. C'est alors qu'il fait vraisemblablement la connaissance de Friedrich Ludwig von Sckell, créateur du parc à l'anglaise du château de Nymphenburg et de l' Englischer Garten de Munich. Il poursuit ensuite à Vienne. Il y rencontre Franz Boos, ami de jeunesse de son père, et jardinier en chef du palais de Schönbrunn. Lenné obtient sa première commande au château de Laxenbourg, résidence d'été de la famille impériale, par l'intermédiaire de Boos. Il est chargé en 1814 de transformer le jardin à la française du Palais Bleu dans le territoire du château, en jardin paysager à l'anglaise. Il obtient ainsi son titre d' ingénieur des jardins impériaux.
Lenné retourne à Coblence en 1815, il a plusieurs commandes privées et doit aménager l'espace de l'ancienne forteresse de Coblence et la rue menant au château.

### À la cour de Prusse

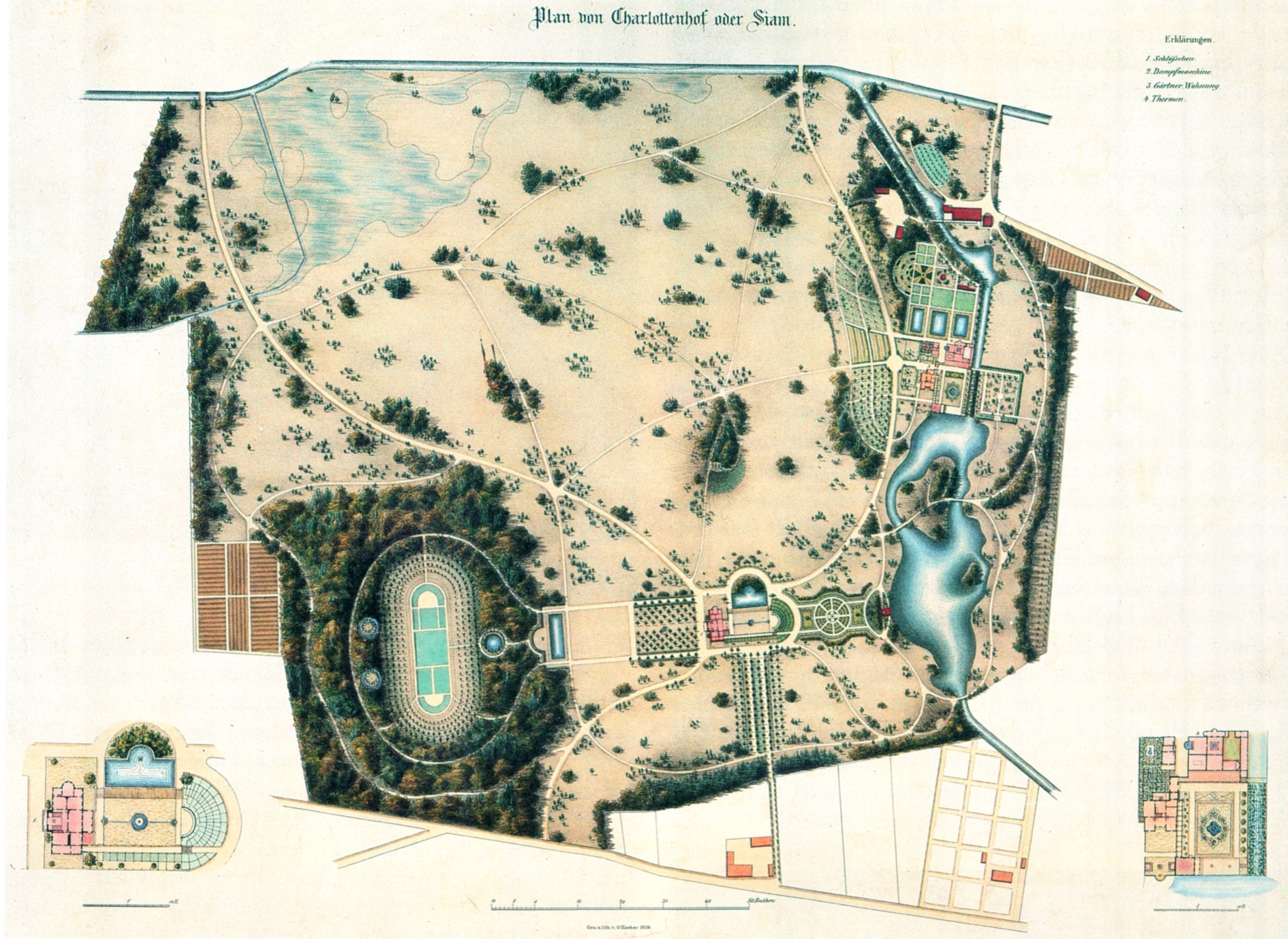
Plan de Charlottenhof d'après Lenné en 1839

Le congrès de Vienne de 1815 attribue la Rhénanie au royaume de Prusse. Les guerres napoléoniennes ont ruiné ou endommagé les parcs des châteaux de Berlin et de Potsdam. Leur entretien est sous la responsabilité du maréchal de la cour qui est à cette époque le baron Burchard Friedrich von Maltzahn qui l'appelle en février 1816 à Berlin. Lenné est en période probatoire jusqu'à la Saint-Michel et placé sous la subordination du jardinier en chef Johann Friedrich Morsch. Il doit réaménager le Nouveau Jardin de Potsdam. Au même moment le prince Karl August von Hardenberg (1750-1822), chancelier à la cour, lui commande de faire les plans et d'aménager son domaine à Neuhardenberg, ainsi que de faire à l'automne 1816 un jardin anglais (Englischer Gartenparthie) sur un terrassement dans une partie du parc de son château de Glienicke, d'autres projets prennent ensuite corps. Ce dernier est vendu en 1824 au prince Charles de Prusse, et Lenné peut poursuivre son aménagement. C'est à cette époque aussi qu'il forme le projet de l'île de Potsdam, énorme chantier qui ne sera mis en œuvre que sous le règne de Frédéric-Guillaume IV.
Il commence une collaboration fructueuse avec l'architecte Karl Friedrich Schinkel, alors que Berlin et la Prusse sont en pleine expansion. Il travaille aussi avec Ludwig Persius et Ferdinand von Arnim. En 1818, il commence à travailler au parc de Sans-Souci qui est l'un de ses chefs-d'œuvre, puis à partir de 1825 au palais de Charlottenhof. Il s'attelle ensuite à la colonie russe d'Alexandrowka près de Berlin, à l'Île aux Paons, au château de Sacrow, au parc de Böttscherberg, au parc du château de Babelsberg à Potsdam qui sera terminé par le prince von Pückler-Muskau. Même s'il est engagé à Berlin, Lenné continue de se rendre à Coblence qu'il embellit et où il se construit une demeure, et à travailler à des projets en Rhénanie.
Il meurt à soixante-seize ans et il est enterré au cimetière de Potsdam-Bornstedt, non loin de Ludwig Persius.

## Œuvre
On lui doit notamment les plans des jardins :
- Le parc de Sans-Souci à Potsdam
- Le Tiergarten, à Berlin
- L'Île aux Paons à Berlin-Wannsee
- Le jardin zoologique de Berlin
- Le parc du château de Schönhausen à Berlin-Pankow
- Le parc du château Trebnitz (à Müncheberg)
- Le parc du Palais du Prince-Électeur à Coblence
- La place des tournois au château de Stolzenfels
- Le parc du château de Friedrichsfelde (1821)
- Le parc du château de Neuhardenberg (de) (1821-1823)
- Le parc du château de Marquardt (1823)
- Le jardin de l'abbaye de Berge (de) (1825-1835)
- Le parc du château de Doelzig (1832)
- Le parc du château de Petzow (1838)
- Le parc du château de Boitzenburg (1840)
- Le parc du château de Freienwalde
- Le parc du château de Kröchlendorff (1844)
- Le parc du château de Kittendorf (1848)
- Le parc du château de Kummerow (méconnaissable aujourd'hui)
- Le parc du château de Lanke (méconnaissable aujourd'hui)
- Le parc du château de Lindstedt
- Le parc du château de Wolfshagen (1850)
- Le parc du château de Kartlow (vers 1850)
- Le parc du château de Ludwigslust (1852)
- Le parc du château de Remplin (après 1852, méconnaissable aujourd'hui)
- Le parc Lenné au Promenadenring à Leipzig (1857-1859)
- Le jardin zoologique de Dresde (inauguré en 1861 dans le Grand Jardin de Dresde)

## Galerie

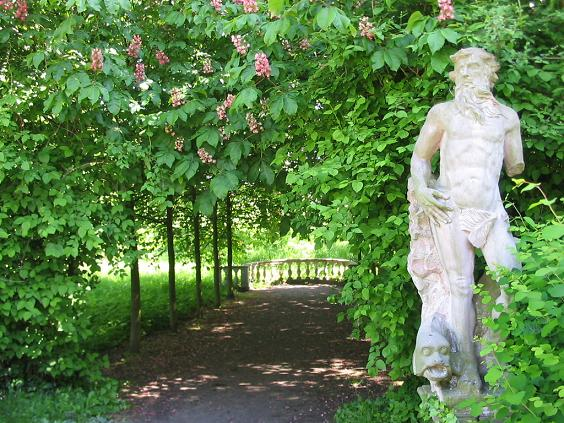
Le parc du château de Blankensee
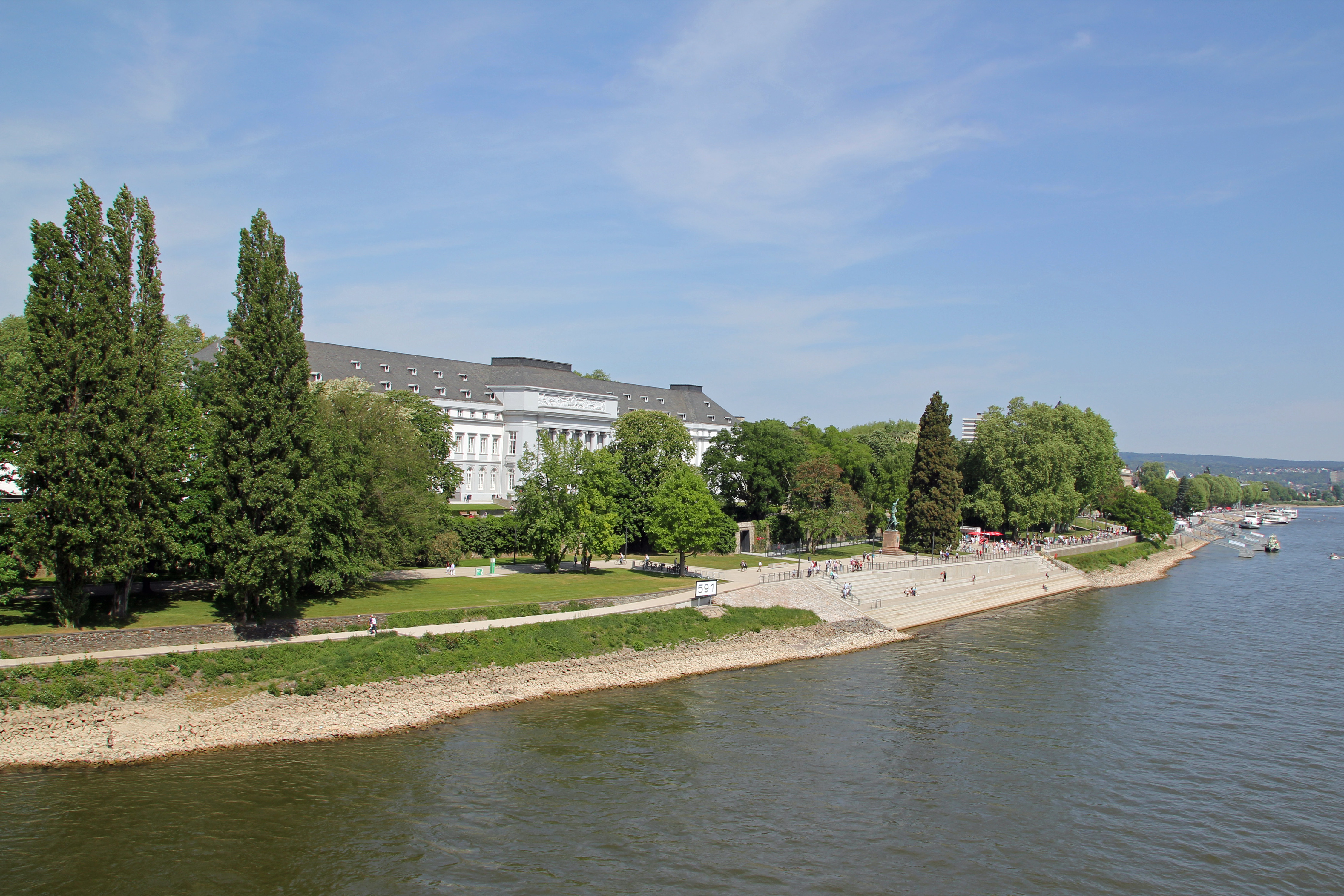
Promenade devant le palais des princes-électeurs de Coblence
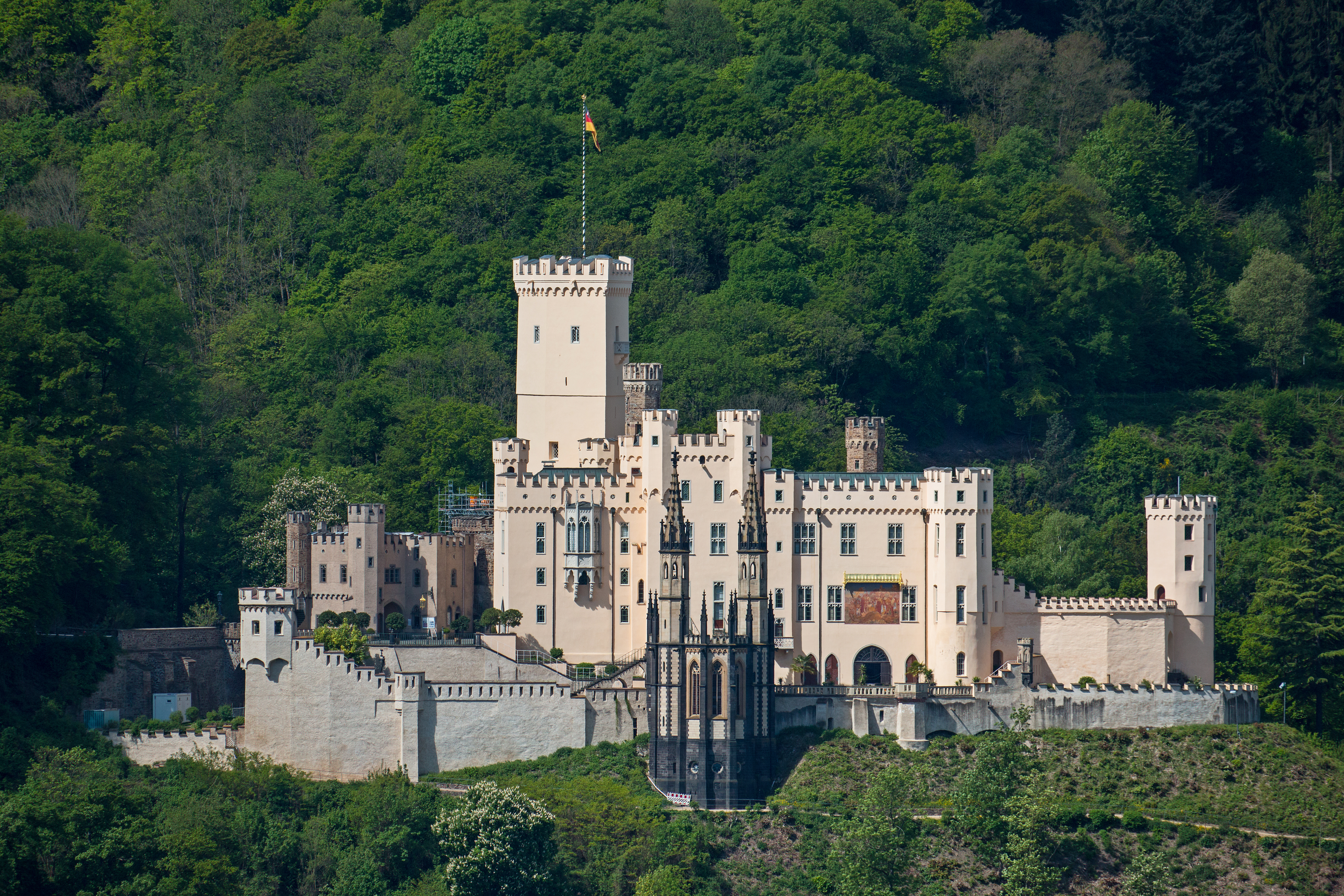
Le château de Stolzenfels